# Kheireddine al-Ahdab
Pour les articles homonymes, voir Ahdab.
 (juin 2018).
Si vous disposez d'ouvrages ou d'articles de référence ou si vous connaissez des sites web de qualité traitant du thème abordé ici, merci de compléter l'article en donnant les références utiles à sa vérifiabilité et en les liant à la section « Notes et références ».
Kheireddine Al-Ahdab (ou Kheireddine El-Ahdab) est un homme d'État libanais né à Beyrouth en 1894 et décédé à Marseille le 9 décembre 1941.
En 1937, il devint le premier sunnite à occuper le poste de Premier ministre du Liban, nommé par le Président Émile Eddé. Il a exercé cette fonction entre le 5 janvier 1937 et le 18 mars 1938.
Depuis, la fonction de Premier ministre a toujours été réservée à un musulman sunnite.

## Biographie
Il est né en 1894 à Beyrouth dans une famille originaire de Tripoli, le Levant, le Mutasarrifiat du Liban. Son père, Saeed Al-Ahdab, est issu d'une famille tripolitaine qui s'est illustrée dans les domaines de la science, du savoir et de la politique, au premier rang de laquelle l'érudit Ibrahim Al-Ahdab, chef du greffe du tribunal de la charia à Beyrouth à l'époque ottomane. Son oncle, le député et ministre Hussein Ibrahim al-Ahdab (1870-1940), se distingue également. Il fait ses études dans les livres ottomans puis à l'école Frère de Beyrouth, se rend ensuite en France et étudie les mathématiques à l'université de la Sorbonne et obtient sa licence. 
À son retour au Liban, il a travaillé au Haut Commissariat du Mandat français, puis il s'est rapidement orienté vers le journalisme et, en 1925, il a fondé le journal "Al-Ahed Al-Jadeed" et a publié le journal "Pan-Arab". Il exerce une forte influence dans les milieux politiques et culturels, d'autant plus qu'il s'oppose au mandat français, si bien que le haut-commissaire tente de l'arrêter, mais il parvient à s'enfuir en Palestine avec le combattant Riad al-Sulh.